# آهنغركلا السفلي (دابوي الجنوبي)
آهنغرکلا السفلی (بالفارسية: آهنگرکلا سفلی) هي قرية تقع في إيران في قسم دابوي الجنوبی الريفي. يقدر عدد سكانها بـ 574 نسمة .